# Grup de la calcopirita
El grup de la calcopirita és un grup de minerals de la classe dels sulfurs, un grup de sulfurs metàl·lics i selenurs, estructuralment molt relacionats amb el tipus d'estructura de l'esfalerita. La fórmula general és ADX₂, on A i D poden ser diversos metalls, i X correspon a S o Se.
El grup està compost per set espècies minerals: calcopirita, eskebornita, gal·lita, laforêtita, lenaïta, roquesita i shenzhuangita. Totes aquestes espècies cristal·litzen en el sistema tetragonal.
| Espècie       | Fórmula |
| ------------- | ------- |
| Calcopirita   | CuFeS₂  |
| Eskebornita   | CuFeSe₂ |
| Gal·lita      | CuGaS₂  |
| Laforêtita    | AgInS₂  |
| Lenaïta       | AgFeS₂  |
| Roquesita     | CuInS₂  |
| Shenzhuangita | NiFeS₂  |

Segons la classificació de Nickel-Strunz els minerals d'aquest grup pertanyen a «02.CB - Sulfurs metàl·lics, M:S = 1:1 (i similars), amb Zn, Fe, Cu, Ag, etc.» juntament amb els següents minerals: hawleyita, metacinabri, polhemusita, sakuraiïta, esfalerita, stil·leïta, tiemannita, rudashevskyita, haycockita, mooihoekita, putoranita, talnakhita, černýita, ferrokesterita, hocartita, idaïta, kesterita, kuramita, mohita, pirquitasita, estannita, estannoidita, velikita, chatkalita, mawsonita, colusita, germanita, germanocolusita, nekrasovita, estibiocolusita, ovamboïta, maikainita, hemusita, kiddcreekita, polkovicita, renierita, vinciennita, morozeviczita, catamarcaïta, lautita, cadmoselita, greenockita, wurtzita, rambergita, buseckita, cubanita, isocubanita, picotpaulita, raguinita, argentopirita, sternbergita, sulvanita, vulcanita, empressita i muthmannita.